# Klemens Nowak
Klemens Nowak (ur. 15 września 1919, zm. 13 czerwca 1998) – działacz piłkarski, wiceprezes PZPN, pułkownik.
W młodości uprawiał koszykówkę oraz tenis stołowy. Społeczny działacz sportowy w klubach i okręgach, od 1961 we władzach PZPN, najpierw jako członek zarządu ds. ligi, od 1963 wiceprezes ds. szkoleniowych, a w latach 1971 do 1976 ponownie członek zarządu, sprawujący funkcję skarbnika. W 1966 roku współselekcjoner reprezentacji Polski - wraz z Antonim Brzeżańczykiem i Kazimierzem Górskim prowadził kadrę w 3 spotkaniach reprezentacji (wygrana z Luksemburgiem, porażki z NRD i Francją). W latach 1964–1994 członek komisji rozgrywek Intertoto (wiceprzewodniczący od 1966). Od 1981 roku Członek Honorowy PZPN. Do końca życia aktywny działacz w Kole Seniorów PZPN.